# اندرو فرانسیس
اندرو فرانسیس (به انگلیسی: Andrew Francis) (زادهٔ ۲۷ می ۱۹۸۵) بازیگر کانادایی است.
از فیلم‌های معروف او می‌توان به بازی در فیلم ولگردها اشاره کرد.